# Georg Wecker
Georg Wecker (* 6. Februar 1566 in Eilenburg; † 13. Oktober 1633 in Wittenberg) war ein deutscher Mediziner und Physiker.

## Leben
Georg Wecker immatrikulierte sich 1579 an der Universität Leipzig, wo er den Sitten der Zeit entsprechend zunächst ein Studium an der philosophischen Fakultät absolvierte. 1584 wurde er Baccalaureus und erwarb am 26. Januar 1587 den höchstmöglichen akademischen Grad eines Magisters der sieben freien Künste. Wecker, der während seines Studiums vor allem Wert auf naturwissenschaftliche Themen gelegt hatte, ging 1589 als Arzt nach Lübben, wo er sich einen weiten Erfahrungsschatz auf dem medizinischen Gebiet zulegte.
1592 begab er sich an die Universität Basel zu Felix Platter, wo er am 8. August 1592 über das Thema De lithiasi („Vom Steinleiden“) disputierte und am 15. August 1592 zum Doktor der Medizin promovierte. Um am akademischen Lehrbetrieb einer Hochschule Fuß zu fassen, begab er sich am 31. Mai 1593 an die Universität Wittenberg, wo er auf Veranlassung des Kursächsischen Administrators Friedrich Wilhelm von Sachsen-Weimar am 25. Juni 1593 die Professur für Physik erhielt. Wecker, der unter anderem über die Liber de anima las, hielt sich jedoch nach wie vor noch an das alte Vorlesungsschema über die naturwissenschaftlichen Schriften der alten Griechen und betrieb nebenbei eine ärztliche Praxis.
In der Verbindung mit seiner Professur übernahm er auch organisatorische Aufgaben an der Wittenberger Hochschule. Nachdem er an der philosophischen Fakultät 1599, 1605, 1611, 1616, 1621 und 1628 Dekan gewesen war, übertrug man ihm 1626 die Leitung als Rektor der Hochschule, das er gleichwertig als akademischer Part bereits 1602 als Prorektor ausgeführt hatte. Zudem leitete er nach dem Tod Balthasar Meisners seit dem 29. Dezember 1626 dessen Amtsgeschäfte weiter. Lebenslang erlangte er nie eine medizinische Professur. Wecker kam zwar 1586 bei der Besetzung einer Stelle für die kurfürstliche Regierung in Frage, jedoch setzte Ernestus Hettenbach sich durch.
Georg Wecker starb an einem Herzinfarkt und wurde am 18. Oktober 1633 in der Schlosskirche Wittenbergs beerdigt. Dort wurde ihm ein Grabstein gesetzt, der sich am südöstlichen Strebpfeiler der Choraußenwand befindet und heute stark verwittert ist.
Wecker war zweimal verheiratet. 1589 ging er seine erste Ehe mit Gertrud Berger († 1632) ein. Seine zweite Ehe schloss er am 30. Juli 1633 mit Anna († 1661). Aus seinen Ehen sind die Kinder Constantin und Hieronymus Wecker bekannt, die beide Medizin studierten. Seine Tochter Anna Wecker heiratete den Mediziner Johann Georg Pelshofer.